# Sebastião Leal
Sebastião Leal este un oraș în Piauí (PI), Brazilia.